# Шатилов, Михаил Бонифатьевич
Михаи́л Бонифатьевич Шатилов  (23 мая [4 июня] 1882, с. Смоленское Бийского округа Томской губернии — 8 декабря 1937, Ленинград, СССР) — русский и советский общественный и политический деятель, публицист, этнограф, эсер, сибирский областник.

## Биография
Михаил Бонифатьевич родился в семье сельского писаря и учителя, окончил духовное училище и духовную семинарию в Томске (1904). В 1909 году окончил юридический факультет Томского университета. Позже, по некоторым сведениям, также окончил два курса историко-филологического факультета того же университета.
В годы революции 1905—1907 гг. примкнул к эсерам. По поручению томской организации ПСР участвовал в организации «Сибирского кружка томских студентов» (1907—1911), который занимался краеведением и пропагандой областничества. В 1908 г. при поддержке А. В. Адрианова участвовал в экспедиции в Минусинский уезд, после чего увлёкся изучением малочисленных коренных народов Сибири.
Служил помощником крестьянского начальника в Змеиногорском, Бийском и Барнаульском уездах Томской губернии, затем — присяжным поверенным при Томском окружном суде. Со студенческих лет работал в газете «Сибирская жизнь» и «Ежемесячном журнале» В. С. Мироедова. Редактировал и издавал журнал «Сибирский студент» в 1914—1917 годах. С 25 марта по 27 июня и с 31 августа по 3 ноября 1917 года — редактор газеты «Голос Свободы», издательства Томского губернского комитета общественного порядка и безопасности (после 20 мая 1917 года — Губернского народного собрания).
Шатилов был учеником и последователем Григория Николаевича Потанина, сторонником идей автономии Сибири. При царизме неоднократно подвергался арестам.
В начале Февральской революции официально вступил в партию эсеров. Состоял помощником комиссара Временного правительства в Томской губернии. Будучи членом исполкома Томского губернского собрания, Шатилов стал одним из организаторов комиссии по областному самоуправлению в Сибири. По его докладу I сессия Губернского народного собрания приняла резолюцию «Об Областной Думе» и «По областному самоуправлению».
На первом Сибирском областном съезде в Томске (8—17 октября 1917) Шатилов выступил с докладом «Сибирь как составная часть Российской Федеративной Республики». Был избран в состав временного исполкома Сибирского областного съезда. На Чрезвычайном общесибирском съезде (6—15 декабря 1917 года) был избран от фракции эсеров в состав Временного Сибирского Областного Совета.
Участвовал в работе московского Государственного совещания, также был избран депутатом Всероссийского учредительного собрания от Алтайской горной думы, Алтайского губернского совета крестьянских депутатов и ПСР, но в его работе участия не принимал.
В ночь на 26 января 1918 года вместе с другими депутатами Областной думы был по постановлению исполкома Совета рабочих и красноармейских депутатов арестован. 3 февраля 1918 года освобожден под подписку о невыезде из Томска по поручительству видных местных большевиков. Участники подпольной сессии Сибирской областной думы в Томске в ночь на 29 января 1918 года заочно избрали Шатилова в состав Временного правительства Автономной Сибири в качестве министра без портфеля.
После падения советской власти в Сибири 30 июня 1918 года Шатилов вошёл в состав Временного Сибирского правительства в качестве министра туземных дел. Будучи сторонником ориентации ВСП на областную думу и единственным партийным эсером в правительстве, Шатилов вызвал неприязнь со стороны правой его части, в ночь на 21 сентября 1918 года был арестован и под угрозой расстрела подал прошение об отставке. Министерство туземных дел было упразднено.

При режиме А. Колчака работал в Томске уполномоченным Сибирского союза земств и городов и постепенно отходил от партийной деятельности.

М. Б. Шатилов в молодости

После восстановления советской власти в Томске в декабре 1919 года Шатилов работал в университете на кафедре «Туземное право и быт» с 1920 по 1922 год, был одним из инициаторов создания и директором Томского краевого музея (1922—1933), занимался этнографическими исследованиями. В 1924 и 1926 годах организовал и провёл этнографические экспедиции в Нарымский край и на реку Вах. В 1927—1928 годах занимался изучением русского населения в районах рек Чулым и Шегарка. В 1929—1931 гг. издал двухтомную монографию «Ваховские остяки».
Публично через газету отрёкся от партии эсеров в декабре 1923 года. Несмотря на это, неоднократно задерживался органами ВЧК-ОГПУ (1920, 1921, 1931). В апреле 1933 года Шатилов был арестован по сфабрикованному обвинению в принадлежности к организации «Белогвардейский заговор», которой якобы руководил В. Г. Болдырев. Свою «вину» признал и 5 августа 1933 года коллегией ОГПУ СССР был приговорён к 10 годам исправительно-трудовых лагерей. Отбывал заключение на Соловках. В 1937 году был этапирован в Ленинград и 25 ноября 1937 приговорён к высшей мере наказания и расстрелян 8 декабря 1937. Место захоронения точно неизвестно. В июне 1959 года военным трибуналом Сибирского военного округа Шатилов был реабилитирован.

## Семья
Был женат на Ольге Дмитриевне Шатиловой — школьной учительнице химии в Томске.
Дети: Игорь и Галина.

## Сочинения
- «Культурно-экономические перспективы Сибири», Сибирский студент, 1914, № 2,3
- «Исторический очерк и обзор Томского краеведческого музея», Труды Томского краеведческого музея, Томск, 1927, т.1
- «Остяко-самоеды и тунгусы Принарымского района», Труды Томского краеведческого музея, Томск, 1927, т.1
- «Ваховские остяки (Родовые и семейные отношения, управление, суд и обычное право)», Труды Томского краеведческого музея, Томск, 1929, т.2
- «Ваховские остяки (Этнографические очерки)», Труды Томского краеведческого музея, Томск, 1931, т.4